# Friedrich von Kielmansegg (Drost)
Friedrich Graf von Kielmansegg (* 10. September 1728; † 5. Juni 1800) war ein deutscher Jurist und Verwaltungsbeamter.

## Leben
Friedrich Graf von Kielmansegg war der älteste Sohn des hannoverschen Generals Georg Ludwig von Kielmansegg und seiner Ehefrau Melusine Agnes Freiin von Spörcken (1701–1777). Dieser Ehe entstammten vierzehn Kinder, von denen sechs bereits im Kindesalter verstarben. Friedrich blieb der jüngere Bruder Carl Rudolph August, später Geheimer Rat und Kammerpräsident in Hannover, und sechs Schwestern.
Friedrich besuchte von 1745 bis Januar 1748 zunächst die Ritterakademie Lüneburg und immatrikulierte sich dann zum Studium der Rechtswissenschaften am 10. Februar 1748 gemeinsam mit seinem jüngeren Bruder Carl Rudolph August an der Universität Göttingen. In Göttingen war er Mitglied des Mops-Ordens; er wird als einer der studentischen Teilnehmer am Besuch König Georgs II. in den Universitätsakten erwähnt. Nach Abschluss seines Studiums schlug er den Weg eines Verwaltungsjuristen ein. Nach kurzem Aufenthalt beim Reichskammergericht in Wetzlar (1751) wurde er 1752 Auditor der hannoverschen Justizkanzlei. 1752 wurde er Assessor beim Hofgericht in Ratzeburg. 1754 wurde Friedrich von Kielmansegg zum Hofrat ernannt. Im Siebenjährigen Krieg stand er zeitweilig seinem Vater zur Seite und reiste 1762 mit seinem Bruder an den Hof nach London. Er war von 1759 bis 1771 als Hof- und Kanzleirat in Celle tätig und wurde dann 1771 hannoverscher Landdrost in Ratzeburg. Hier machte er sich mit einer Sammlung der Gesetze Lauenburgs verdient, welches erst am Anfang des Jahrhunderts an das Kurfürstentum Hannover gefallen war. Von seinem Vater erbte er 1785 das Gut Gülzow im Lauenburgischen. 1796 erhielt er den Titel eines Generalleutnants. Er wurde im Familienbegräbnis von Gut Gülzow bestattet.

## Nachkommen
Friedrich von Kielmansegg war zweimal verheiratet. Mit seiner zweiten Ehefrau, Charlotte Wilhelmine Hedwig Freiin von Spörcken, hatte er vier Töchter und zehn Söhne, die zwischen 1765 und 1787 geboren wurden; darunter:
- Ludwig von Kielmansegg, hannoverischer Oberstallmeister,
- Friedrich von Kielmansegg, hannoverischer General der Infanterie,
- Ferdinand von Kielmansegg, hannoverscher Kriegsminister,
- Ernst von Kielmansegg (1780–1850), hannoverscher Generalmajor, erbte Blumenau
- Christian von Kielmansegg (1782–1848), hannoverscher Kanzleidirektor, Abgeordneter der Ständeversammlung des Königreichs Hannover